# Gerardo Landriani Capitani
Gerardo Landriani Capitani (Milano, 1390/1400 – Viterbo, 9 ottobre 1445) è stato un cardinale italiano.

## Biografia
Nato da una distinta famiglia milanese, ottenne il dottorato in diritto civile.
Nominato vescovo di Lodi il 15 marzo 1419 (dopo esserne stato per quasi un anno amministratore), fu trasferito alla sede di Como il 6 marzo 1437. Il 7 giugno 1435 era stato nominato vescovo di Tortona, ma non diede il suo assenso a questa nomina.
Fu creato cardinale presbitero da papa Eugenio IV nel concistoro del 18 dicembre 1439 e l'8 gennaio 1440 ottenne il titolo cardinalizio di Santa Maria in Trastevere.
Nel 1442 divenne abate commendatario del monastero cistercense di Santa Maria di Chiaravalle.
È morto a Viterbo il 9 ottobre 1445 ed è stato sepolto nella basilica di San Francesco alla Rocca.